# Hushe (rivière)
La Hushe est une rivière du Pakistan d'une longueur de 50 km qui coule dans la province du Gilgit-Baltistan. Elle est un affluent de la Shyok dans le bassin de l'Indus. 

## Source de la traduction
- (de) Cet article est partiellement ou en totalité issu de l’article de Wikipédia en allemand intitulé « Hushe » (voir la liste des auteurs).